# Sítio Novo (Rio Grande do Norte)
Sítio Novo est une municipalité brésilienne située dans l'État du Rio Grande do Norte.